# Vehicular Ad-Hoc Network

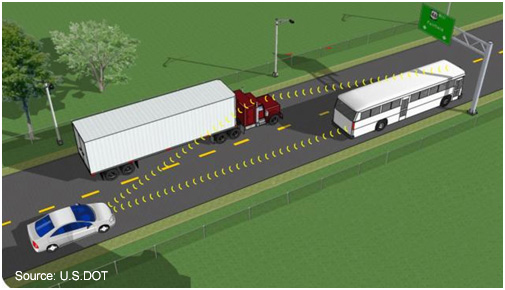
Dessin 3D mettant en scène des véhicules qui communiquent entre eux grâce au VANet.

Vehicular Ad-Hoc Network (réseau Ad-Hoc de véhicules), ou VANet, est une forme de Mobile Ad-hoc NETworks (réseau mobile Ad-Hoc), ou MANet, pour fournir des communications au sein d'un groupe de véhicules à portée les uns des autres et entre les véhicules et les équipements fixes à portée, usuellement appelés équipements de la route.
VANet peut être utilisé pour soutenir le développement les Systèmes de Transport Intelligent STI (Intelligent Transportation Systems ITS). Les motivations pour lesquelles beaucoup d'études sont menées dans ce domaine sont: la sécurité, la mobilité et la productivité ainsi que l'environnement. L'idée de véhicules partageant des informations utiles pour assurer la sécurité de la vie humaine sur la route est vraiment convaincante, car basé sur les données statistiques de l'Organisation de coopération et de développement économiques (OCDE) en 2016, en France seulement, le nombre de les accidents impliquant des victimes est 57 522, le nombre de blessures est 72 645, et le nombre de décès causés par des accidents de la route est de 3 477. Mis à part le problème de la sécurité, toutes les villes du monde connaissent des problèmes d'embouteillages et de congestion. Basé sur le rapport annuel 2017 d'INRIX, les heures dans la congestion  en France sont au 24ème rang mondial et Paris au 9ème rang mondial alors que le conducteur passe 69 heures en congestion par an. Ce problème conduit également à un problème environnemental où beaucoup de combustibles fossiles sont gaspillés.
Au cours des dernières années, les chercheurs, le gouvernement et l'industrie automobile se sont intéressés aux VANet, où plusieurs applications de STI ont vu le jour non seulement pour des applications de sécurité, mais aussi pour des applications plus confortables pour les conducteurs et les passagers. Par conséquent, de nombreuses applications sont proposées pour les VANet tels que l'alerte précoce et la prévention des accidents, les meilleurs itinéraires vers la destination, la réduction de la congestion, la prévention des embouteillages, l'accès Internet et les applications peer-to-peer. La conception et la mise en œuvre de protocoles, d'applications et de systèmes pour les VANET nécessitent de considérer ses caractéristiques distinctives, en particulier la grande mobilité des véhicules, le changement rapide de la topologie et le chemin prévu. En outre, il doit également tenir compte de plusieurs facteurs, tels que l'exigence de qualité de service (QoS) différente pour un type d'application différent et une qualité de liaison de transmission fiable.
Plusieurs projets de recherche et développement sur VANET ont été lancés :
- Projets européens
  - Secure Vehicular Communication, SeVeCom (2006-2009)
  - Cooperative Vehicle-Infrastructure System, CVIS (2006-2010)
  - SAFESPOT (2006-2010)
  - CarCoDe (2013-2015)
  - Safety-related Cooperating Cyber-Physical Systems, SafeCOP (2016-2019)

- Projets américains :
  - Vehicle Safety Communication, VSC-2 (2005-2009)
  - Vehicle Infrastructure, VII  (2005-2009)

Les réseaux véhiculaires permettent les véhicules communiquent les uns avec les autres par l'intermédiaire de la communication inter-véhicule (Inter-Vehicle Communication - IVC) aussi bien qu'avec les équipements de la route par l'intermédiaire de la communication d'équipement-à-Véhicule (Roadside-to-Vehicle Communication - RVC). le but optimal est que les réseaux véhiculaires contribueront à des routes plus sûres et plus efficaces à l'avenir en fournissant des informations opportunes aux conducteurs et aux autorités intéressées. Dans son développement, VANet fournira une communication de données continue et à grande vitesse non seulement entre les véhicules et les infrastructures routières, mais aussi avec les piétons, les appareils et les réseaux cellulaires. Ce nouveau système de communication véhiculaire appelé Vehicle-to-everything (V2X) est composé de Vehicle-to-Vehicle (V2V), Vehicle-to-Infrastructure (V2I), Vehicle-to-Pedestrian (V2P), Vehicle-to-Device (V2D) et Vehicle-to-Network (V2N) communication.

## Standard
Plusieurs organisations ont créé la standardisation de l'architecture VANET. L'un d'entre eux est l'IEEE qui propose l'architecture appelée WAVE (Wireless Access in Vehicular Environments). Il existe également d'autres normes proposées par l'ETSI, appelées architecture ETSI TC-ITS, et architecture CALM proposée par l'ISO.